# Nakajima-Kōen (métro de Sapporo)
Nakajima-Kōen (中島公園駅, Nakajima-kōen-eki) est une station du métro de Sapporo au Japon. Elle est située dans l'arrondissement de Chūō à Sapporo.

## Situation sur le réseau
Établie en souterrain, la station est située au point kilométrique (PK) 7,8 de la ligne Namboku entre la station Susukino, en direction du terminus nord Asabu, et la station Horohira bashi, en direction du terminus sud Makomanai.

## Histoire
La station a été inaugurée le 16 décembre 1971.

## Services aux voyageurs

### Accès et accueil
La station est ouverte tous les jours.

### Desserte
- Ligne Namboku :
  - voie 1 : direction Makomanai
  - voie 2 : direction Asabu

Installations et desserte
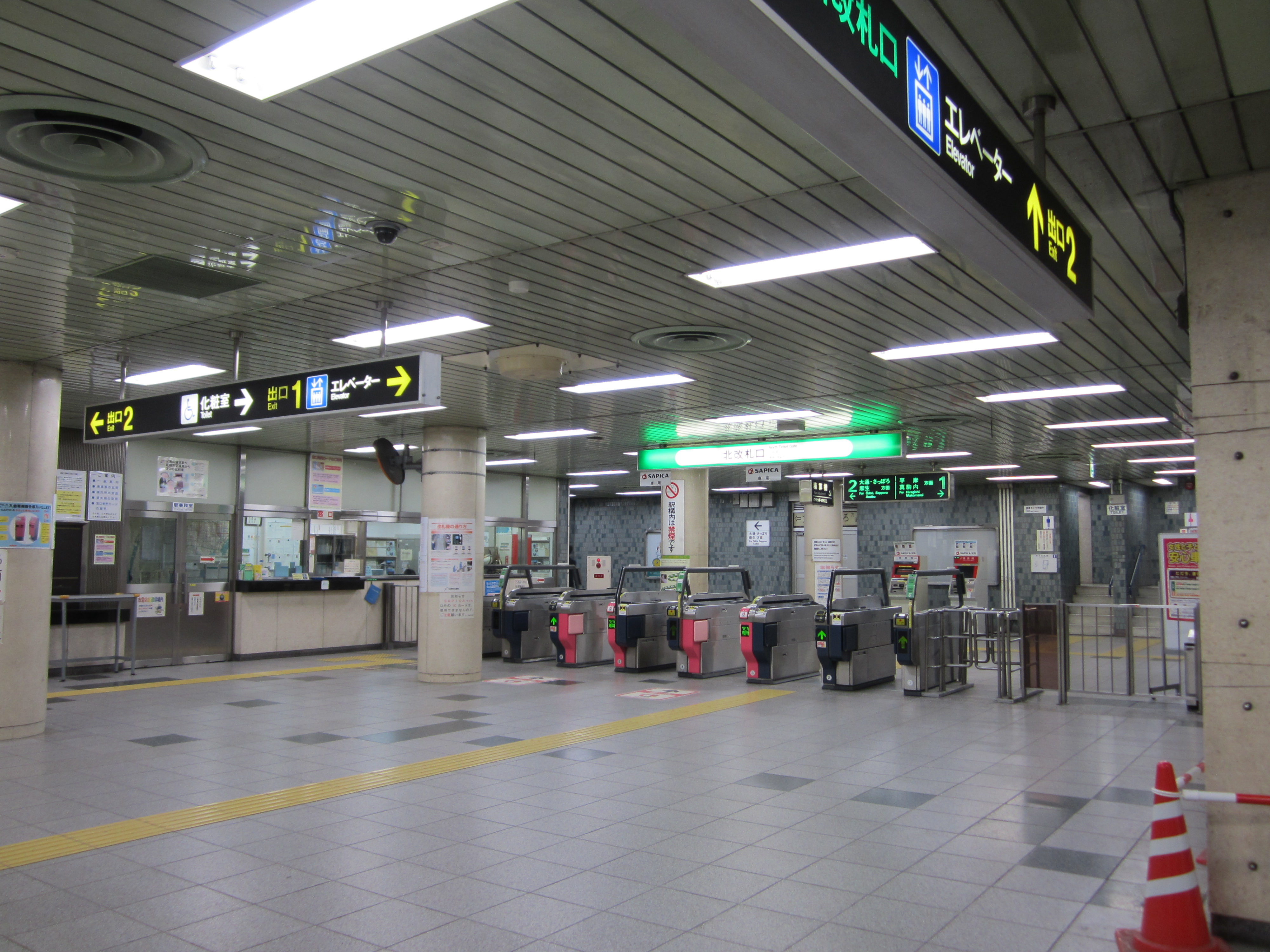
Ligne de contrôle.
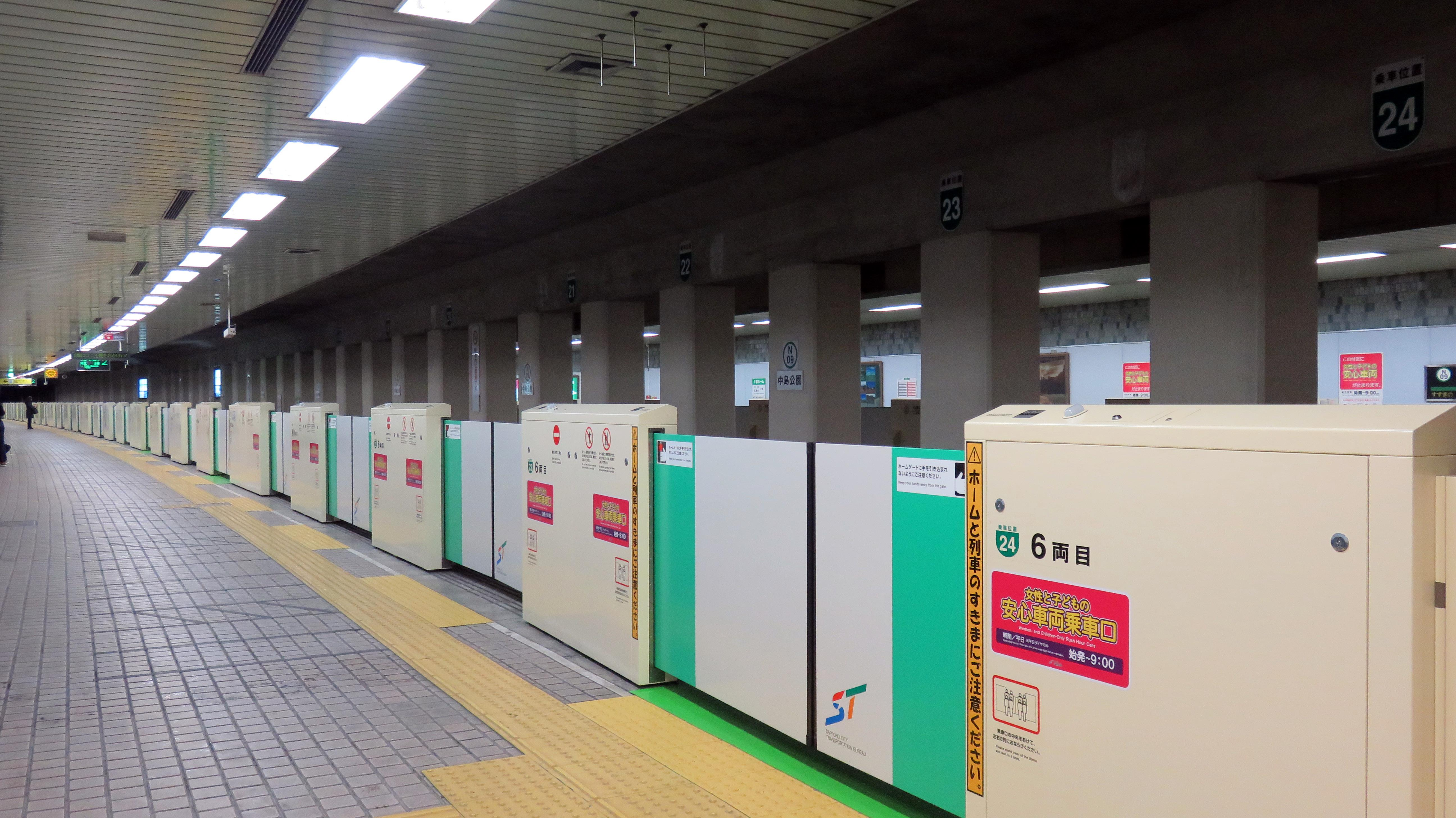
Un quai latéral.

### Intermodalité
Le tramway de Sapporo passe à proximité de la station, à Yamahana ku jo.